# Sandra Temporelli
Sandra Temporelli (ur. 25 stycznia 1969 w Montreuil) – francuska kolarka górska i przełajowa, srebrna medalistka mistrzostw świata MTB.

## Kariera
Największy sukces w karierze Sandra Temporelli osiągnęła w 1999 roku, kiedy wspólnie z Miguelem Martinezem, Julienem Absalonem i Nicolasem Filippim zdobyła srebrny medal w sztafecie cross-country na mistrzostwach świata w Åre. Był to jedyny medal wywalczony przez Temporelli na międzynarodowej imprezie tej rangi. Trzy lata wcześniej wystąpiła na igrzyskach olimpijskich w Atlancie, gdzie rywalizację w cross-country zakończyła na 24. pozycji. Startowała także w kolarstwie przełajowym, zdobywając między innymi srebrny medal mistrzostw kraju w 2000 roku. Nigdy nie zdobyła medalu na przełajowych mistrzostwach świata.